# Serenata española
Sereñata española és una pel·lícula musical espanyola de 1947 dirigida per Juan de Orduña i protagonitzada per Juanita Reina

## Argument
Arran l'estrena de Serenata española en 1910, el compositor Isaac Albéniz i Pascual recorda els seus orígens i les seves penúries de jove fins que gràcies a l'empresari Robert Brighton acaba trionfant.

## Protagonistes
- Juanita Reina - Angustias
- Julio Peña - Isaac Albéniz
- Antonio Vico - Javier
- Maruchi Fresno - Laura Salcedo
- Manuel Luna - Antonio
- María Martín - Emma
- Jesús Tordesillas - Robert Brighton
- Carlos Larrañaga - Isaac Albéñiz (nen)

## Premis
Tercera edició de les Medalles del Cercle d'Escriptors Cinematogràfics
| Categoria              | Nominats          | Resultat  |
| ---------------------- | ----------------- | --------- |
| Millor actor secundari | Jesús Tordesillas | Guanyador |